# 소대환
소대환(蕭大圜, 542년 ~ 580년)은 중국 남북조 시대 양나라의 황족이다. 자는 인현(仁顯)이고 간문제의 스물째 아들이다.